# Der Mann, der Blumen liebte
Der Mann, der Blumen liebte, im englischsprachigen Original The Man Who Loved Flowers, ist eine Kurzgeschichte des amerikanischen Autors Stephen King aus dem Jahr 1977. Sie erschien erstmals in dem amerikanischen Männermagazin Gallery, danach wurde sie 1978 in Kings Kurzgeschichtensammlung Nachtschicht (orig. Night Shift) aufgenommen. Die Geschichte dreht sich um einen jungen Mann, der Blumen für seine Geliebte kauft.

## Entstehung und Hintergrund
Der Mann, der Blumen liebte gehört wie alle Kurzgeschichten des Sammelbandes Nachtschicht zu den frühen Werken von Stephen King. Die Zeitschrift Gallery, in der die Geschichte gedruckt wurde, war in den Anfangsjahren ein erfolgreiches Männermagazin nach dem Vorbild des Playboy, in dem neben Sexthemen und -bildern auch Pulp-Geschichten gedruckt wurden.

## Inhalt und formaler Aufbau
Bei Der Mann, der Blumen liebte handelt es sich um eine fiktive Kurzgeschichte. Sie wird aus der Position eines Erzählers wiedergegeben, der die Aktivitäten der Hauptperson begleitet und dabei auch dessen Gedanken wiedergibt.
Die Geschichte beginnt damit, dass an einem frühen Abend im Mai 1963 ein offensichtlich sehr fröhlicher und gut gelaunter Mann die 3rd Avenue in New York City entlang geht und bei einem Blumenverkäufer anhält, um einen Strauß Blumen zu kaufen. In einem Transistorradio hört er die Nachrichten, die unter anderem über den Krieg in Vietnam und eine Frauenleiche berichten, die Opfer eines noch nicht gefassten Hammermörders wurde. Er beschließt, Blumen für „Norma“ zu kaufen, die Frau, in die er verliebt ist, und entscheidet sich nach einer Beratung durch den Verkäufer für einen Strauß Teerosen. Während er weitergeht, trifft er weitere Menschen, denen sein verliebter Blick und die gute Laune auffällt.
Als die Nacht hereinbricht, biegt er in eine kleine Gasse ein und registriert eine Frau, die auf ihn zukommt. Er spricht sie als „Norma“ an und eilt zu ihr, wodurch er ihre Aufmerksamkeit erregt. Dann überreicht er ihr freudig die Blumen, doch sie lehnt ab und erklärt, dass ihr Name nicht Norma sei. Er besteht jedoch darauf und bevor sie noch weiteres erwidern kann, holt der Mann einen Hammer aus seiner Tasche und erschlägt sie. Es stellt sich heraus, dass er der gesuchte Serienmörder und die echte Norma schon seit zehn Jahren tot ist. Der Tod der echten Norma hat ihn in den Wahnsinn getrieben und zu seiner Mordserie geführt, die bereits fünf Opfer gefordert hat.

## Rezeption
Als eine der frühen Geschichten von Stephen King entstand sie zu einer Zeit, als er noch weitgehend unbekannt war, und auch die Veröffentlichung in Herrenmagazinen wie dem Gallery brachte ihm keine sonderliche Bekanntheit. Erst als Teil der Kurzgeschichtensammlung Nachtschicht wurde die Geschichte bekannter, gehörte dort jedoch auch nicht zu den Hauptgeschichten. Marcel Feige gibt in seinem Großen Lexikon über Stephen King entsprechend zwar eine Inhaltsangabe wieder, jedoch keine Bewertung. Der bei dem Verlag Lübbe beschäftigte und auf Phantastik spezialisierte Redakteur Michael Görden nahm die Geschichte 1983 in seine Anthologie Fantastische Literatur 84 (Lübbes Auswahlband) auf, wodurch sie in Deutschland bereits vor der ebenfalls bei Lübbe erschienenen deutschsprachigen Ausgabe von Nachtschicht veröffentlicht wurde.
2015 wurde The Man Who Loved Flowers von dem Regisseur Justin Zimmerman als Kurzfilm bei Bricker-Down Productions verfilmt und auf einigen kleineren Filmfestivals gezeigt. José Madero veröffentlichte ein Musikvideo mit dem Titel Literatura rusa, das ebenfalls auf der Kurzgeschichte basiert. Zudem gibt es sowohl auf Englisch wie auch auf Deutsch Hörbuchfassungen der Geschichtensammlung und damit auch der Geschichte. So veröffentlichte sie der Lübbe Audio Verlag von 1996 bis 2009 in drei Teilen. Der Mann, der Blumen liebte wurde auf Nachtschicht 2 von Uli Krohm gelesen.

## Veröffentlichungen
Die Geschichte The Man Who Loved Flowers erschien im Original auf Englisch im Jahr 1977 und wurde in dem Magazin Gallery veröffentlicht. Ein Jahr später wurde sie in die Kurzgeschichtensammlung Nightshift übernommen, eine deutsche Übersetzung von Bernd Seligmann erschien zuerst 1983 in der Anthologie Fantastische Literatur 84 (Lübbes Auswahlband) sowie 1988 in Nachtschicht.
Englischsprachige Ausgaben:
- The Man Who Loved Flowers, In: Gallery #9, August 1977
- The Man Who Loved Flowers In: Night Shift, Doubleday, Garden City 1978, ISBN 978-0-385-12991-6.

Deutsche Ausgaben:
- Der Mann, der Blumen liebte In: Michael Görden (Hrsg.): Fantastische Literatur 84 (Lübbes Auswahlband). Lübbe, Bergisch Gladbach 1983, ISBN 978-3-404-72033-0
- Der Mann, der Blumen liebte, In: Nachtschicht. Lübbe, Bergisch Gladbach 1988 (Erstauflage), ISBN 978-3-404-13160-0. Das Buch wurde zudem in Lizenz in der Deutschen Buchgesellschaft bei Bertelsmann veröffentlicht.

## Belege
1. 1 2 3  Stephen King: Der Mann, der Blumen liebte. In: Nachtschicht, C.A. Koch’s Verlag Nachfolger GmbH, Gütersloh o. J., im Auftrag für die Bertelsmann Club GmbH, Lizenzausgabe mit Genehmigung von Bastei-Lübbe, Seite 371–377.
2. 1 2  Der Mann, der Blumen liebte In: Marcel Feige: Das grosse Lexikon über Stephen King, 2. Auflage, Lexikon Imprint, Schwarzkopf & Schwarzkopf, Berlin 2001, ISBN 3-89602-228-8; Seite 132.
3. ↑  The Man Who Loved Flowers auf nerdophiles.com, 20. März 2015; abgerufen am 21. Januar 2025.
4. ↑  José Madero: Literatura rusa, Musicvideo auf youtube.com; abgerufen am 21. Januar 2025.